# Moira Enetama
Moira Zeta Enetama es una curadora y activista cultural de Niue que, a partir de 2021, es directora interina del Ministerio de Servicios Sociales de Niue. También es directora del Museo Tāoga Niue. Es ex-directora de Taoga Niue, el departamento gubernamental que supervisa las actividades culturales y la preservación. Durante su dirección en Taoga Niue, el ciclón Heta destruyó el Centro Cultural y Museo de Huanaki, un desastre que Enetama describió como "devastador". Ha hablado abiertamente sobre los beneficios que la televisión puede aportar para asegurar la supervivencia del idioma niuano.